# Silvio Proto
Silvestro "Silvio" Proto, född 23 maj 1983, är en belgisk före detta fotbollsmålvakt.

## Klubbkarriär
Den 4 juli 2018 värvades Proto av Lazio. Den 5 februari 2021 meddelade Proto att han avslutade sin fotbollskarriär.